# Estamento de Próceres
Estamento de Próceres (formalmente Estamento de Próceres del Reino) fue el nombre que recibió la cámara alta española entre 1834 y 1836.
El Estatuto Real de 1834 preveía la existencia de dos estamentos o cámaras en la asamblea legislativa: el Estamento de Próceres del Reino y el Estamento de Procuradores del Reino, cámaras alta y baja respectivamente que en otras constituciones españolas del siglo XIX recibieron los nombre de Senado y Congreso; con ello se pretendía conformar un sistema según el modelo del parlamentarismo inglés, en el que correspondería al Estamento de Próceres una función similar a la Cámara de los Lores en el Reino Unido.

## Historia
Inicialmente el Estamento de Próceres se reunió, de forma provisional, en el Casón del Buen Retiro, y en 1835 trasladó sus sesiones al hoy palacio del Senado (antiguo Colegio de la Encarnación de religiosos agustinos calzados o Colegio de Doña María de Aragón, en la actual plaza de la Marina Española), que había sido el lugar de reunión de las Cortes unicamerales en 1814 y entre 1820 y 1823 (durante el Trienio Liberal).
El Estatuto Real fue suspendido tras el Motín de la Granja de 1836, a raíz del cual se restableció la vigencia de la Constitución española de 1812, que establecía unas Cortes unicamerales. Con la entrada en vigor de la Constitución española de 1837 se volvió en España a la legislatura bicameral, sistema que ha perdurado hasta nuestros días, si bien interrumpido entre 1931 y 1977 porque durante la II República y la Dictadura de Francisco Franco las Cortes españolas estuvieron formadas por una única cámara. El Senado, aun sin haber desaparecido legalmente dejó de funcionar asimismo durante los períodos 1873-1876 y 1923-1931, en los que la Constitución política de la monarquía española estuvo suspendida a raíz de la proclamación de la I República y de la Dictadura de Primo de Rivera, respectivamente. La Ley para la Reforma Política de 1977 reintrodujo el sistema bicameral, que ha conservado la vigente Constitución española de 1978.

## Composición y elección
Los Próceres del Reino lo eran bien por derecho propio o por nombramiento regio de entre la nobleza, el alto clero, la alta administración y los mayores contribuyentes del Reino.
El presidente y el vicepresidente del Estamento de Próceres eran nombrados por el Rey para cada período de sesiones. Durante los dos años de vigencia del Estatuto Real la presidencia fue ejercida sucesivamente por las personas siguientes:
- El general Francisco Javier Castaños, duque de Bailén. Renunció antes de finalizar el primer período de sesiones (1834-1835).
- Pedro Agustín Girón, marqués de las Amarillas, quien sustituyó al anterior por lo que restaba del primer período de sesiones.
- Pedro González Vallejo, obispo dimisionario de Mallorca, para el período 1835-1836 y el de marzo a mayo de 1836.